# Східна ВО
Східна воєнна округа , інша назва (З'єднані групи «44») виникла в кінці 1944 року в результаті реорганізації групи УПА-Північ, яка була розділена на дві: Західна ВО «Завихост» (З'єднані групи № 33) та Східна ВО . Вона охоплювала Східний край північно-східних українських земель (ПСУЗ): Сарни, Кременець, Житомир.
До складу Східної ВО увійшли ВО «Тютюнник» і частина ВО «Заграва».

## Структура (за Петром Содолем)
Командир: «Олекса» (Воробець Федір) (08.1944 — полон 15.01.1946)  
- Загін «Дорош» – кр. «Стальний» (Семенюк Никон)
- Загін «Прилуцький» – кр. «Дяченко»
- Загін «Стародубський» – кр. «Кузьма»